# فابیانا اودنیو
فابیانا اودنیو (ایتالیایی: Fabiana Udenio؛ زادهٔ ۲۱ دسامبر ۱۹۶۴) بازیگر اهل ایتالیا است. وی از سال ۱۹۷۸ میلادی تاکنون مشغول فعالیت بوده‌است.
از فیلم‌ها یا برنامه‌های تلویزیونی که وی در آن نقش داشته‌است، می‌توان به سرخ و سیاه، آستین پاورز: مرد بین‌المللی رمز و راز، برنامه‌ریز عروسی، پلیس آهنی ۲، مدرسه تابستانی، اکنون در ارتش، سفر به مرکز زمین و اخطار اشاره کرد.